# Chironia palustris
Chironia palustris är en gentianaväxtart. Chironia palustris ingår i släktet Chironia och familjen gentianaväxter.

## Underarter
Arten delas in i följande underarter:
- C. p. palustris
- C. p. rosacea
- C. p. transvaalensis